# خاندان یونه‌کورا
خاندان یونه‌کورا (به ژاپنی: 米倉氏, Yonekura-shi)، یک شاخه کادتی از خاندان تاکدا ولایت کای بود که برخی از اعضای آن در اواسط دوره ادو به مقام‌های مهمی در اداره شوگون‌سالاری توکوگاوا رسیدند.